# Stora Bjällerup
Stora Bjällerup är kyrkby Bjällerups socken i Staffanstorps kommun i Skåne. Här finns bland annat Bjällerups kyrka. 

## Personer från orten
Från Stora Bjällerup härstammade konstnären Gotthard Sandberg, född 1891 och död 1961, samt komikern Måns Nilsson.